# Daniel Schwenter
Pour les articles homonymes, voir Schwenter (homonymie).
Daniel Schwenter (1585–1636), « de Nuremberg (Saint-Empire), est un professeur de langues et un mathématicien ». Ainsi le décrit la légende d'un portrait publié de son vivant. On ajoute à cela que le mathématicien est aussi un cryptologue et un inventeur, et le linguiste un poète.

## Biographie
À neuf ans, Schwenter est envoyé à l'école en dehors de Nuremberg ; il étudie le latin, le grec et l'hébreu.

### Langues
De retour à Nuremberg, il commence l'étude du chaldéen et du syriaque avec Elias Hutter. Il étudiera aussi l'arabe.
En 1608, Schwenter devient professeur d'hébreu à l'université d'Altdorf (qui sert d'université à Nuremberg) et s'y établit définitivement. Il devient responsable de la bibliothèque, puis, en 1623, recteur de l'université. En 1625, avec l'enseignement du syriaque et du chaldéen, il couvre l'ensemble des langues orientales enseignées à Altdorf. En 1629, il est nommé par le conseil de Nuremberg poète officiel pour l'hébreu, le syriaque et le chaldéen.

### Mathématiques
En mathématiques, domaine de la plupart de ses écrits, Schwenter s'instruit d'abord seul. En 1602, quand il entre à l'université, il en sait assez pour suivre les cours du célèbre Johann Richter (souvent désigné par son nom latin de Johannes Praetorius) ; c'est alors qu'il lit Albrecht Dürer et Vitruve. En 1628 il devient lui-même professeur de mathématiques. En 1634 il enseigne à la fois à Wittenberg et à Würzburg.

### Fin de vie
Schwenter se marie deux fois, en 1606 et 1624 ; le duc August est son témoin en 1624. De son premier mariage il a dix enfants, du deuxième six. Ce second mariage se termine tragiquement : sa femme meurt en couches, donnant naissance à des jumeaux dont un seul vivra ; Schwenter, le cœur brisé, affaibli par ses multiples tâches d'enseignement, meurt lui-même, une demi-heure à peine après sa femme,,.
L'élève le plus connu de Schwenter est le poète baroque Georg Philipp Harsdörffer. En 1651, Harsdörffer fait réimprimer les Délices de Schwenter, y ajoutant sans changer de titre, en 1651 et 1653, deux parties de son cru.

## Contributions

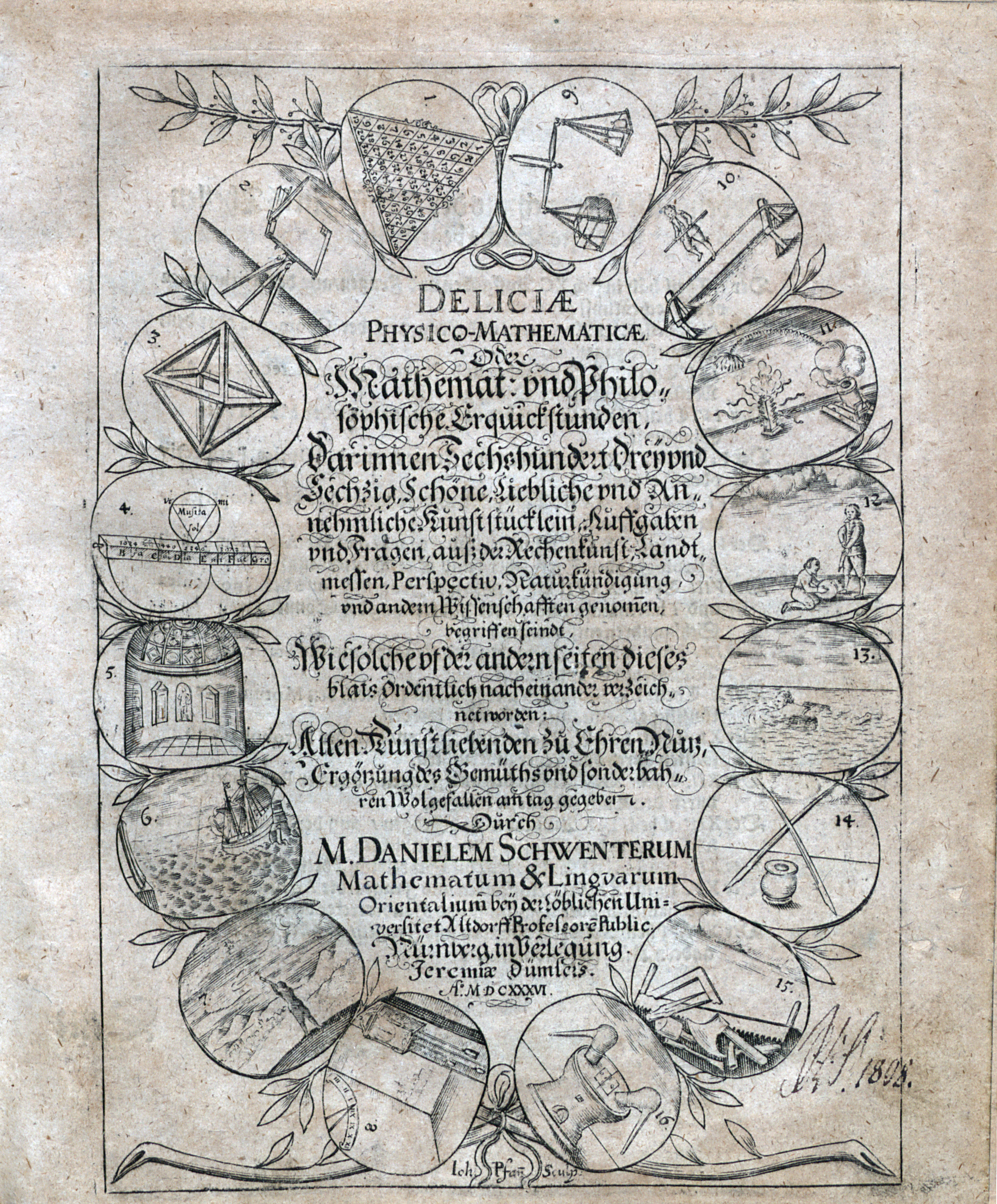
Deliciae physico-mathematicae, 1636.

### Mathématiques
Dans sa Geometriæ practicæ novæ (au livre II, problèmes 21, 22, 23), Schwenter tente de résoudre le problème des tangentes de Marin Ghetaldi, élève de Viète, plus particulièrement le problème des contacts.
L'idée des Délices physico-mathématiques vient à Schwenter d'un cadeau reçu de France, les Récréations mathématiques de Jean Leurechon. Il doit payer pour se faire traduire ce livre, mais c'est de l'argent bien employé ; entre autres, Leibniz y trouvera de la matière pour son traité sur l'art combinatoire.

### Inventions

#### Sphère scioptique
Schwenter est l'inventeur d'une sphère scioptique, c'est-à-dire d'un « instrument de verre percé d'un trou cylindrique qui contient une lentille ». Un tel instrument, écrit l'Encyclopédie, « peut être tourné et placé dans tous les sens, comme l’œil d’un animal ».
Schwenter s'est en effet inspiré de ses études des yeux naturels pour concevoir cette espèce de joint universel qui permet à un microscope (ou à un télescope) de pivoter dans n'importe quelle direction (par exemple pour suivre le cours d'une éclipse).

#### Stylo-plume
En 1636, dans ses Délices, il décrit un modèle primitif de plume à réservoir.

## Œuvres (sélection)
Schwenter utilise les pseudonymes de Janus Hercules de Sunde et de Resene Gibronte Runeclus Huneti. Le titre, ou une partie du titre, est souvent en latin, mais le texte est en allemand.
- (de) Steganologia et steganographia nova… (Stéganologie et stéganographie nouvelles), Nuremberg, 1620 — La stéganographie est l'art de dissimuler un message, chiffré ou non ; on cache, par exemple, un message important dans un texte anodin.
  - Steganologia et steganographia aucta… (Stéganologie et stéganographie augmentées), édition augmentée, Nuremberg, 1622
- (de) Deliciæ physico-mathematicæ (Délices physico-mathématiques), Nuremberg, 1636 — Cet ouvrage est aussi connu sous son titre allemand abrégé de Erquickstunden. Réimprimé en 1651 avec changement de date[15]. Numérisation : Bibliothèque du Congrès
- (de) Geometriæ practicæ novæ tractatus, 3 vol., Nuremberg, 1618–25
- (de) Geometriæ practicæ novæ et auctæ tractatus (Traités de géométrie pratique  nouvelle et augmentée), 4 traités, 1641 (posthume)
  - En ligne, traités : 1 ; 2 ; 3 ; 4 Numérisation : Herzog August Bibliothek

Andreas Gryphius attribue un rôle à Schwenter dans l'écriture d'une comédie.
La Deutsche Digitale Bibliothek présente un grand choix d'œuvres de Schwenter numérisées.

## Compléments